# エンプーサ
エンプーサ（古代ギリシア語：Εμπουσα, Empusa, Empousa, エムプーサ）は、ギリシア神話に登場する怪物の一種
。その名は「雌蟷螂」を意味する。冥界の女神ヘカテーにモルモーと共に仕えている。日本語では長母音を省略してエンプサ、エムプサとも表記される。
片方の足は青銅で出来ており、もう一方の足はロバの足となっている女の姿をしているとされる。様々な姿を取り、夜に女子供の前に現れて脅かし、人間を食うといわれる。また、男を誘惑して交わった後に食い殺す（または交わって精気を吸い取り殺す）ともいわれる。しかし、悪口に弱く、罵る事が出来れば悲鳴をあげながら逃げるとされる。複数で表され、ヘカテーの娘たちと見なされることもあった。
姿を自在に変化させることができ、アリストパネースの喜劇『蛙』では雌牛、ラバ、美女、雌犬に化けるとされている。また、ピロストラトスの『テュアナのアポローニオス伝』にも登場する。